# Захарово (село, Раменский городской округ)
Заха́рово — село в Раменском городском округе Московской области Россия. До 2019 года входила в состав сельского поселения Рыболовское. 

## География
Деревня Захарово расположена в южной части Раменского района, примерно в 18 км к юго-востоку от города Раменское. Высота над уровнем моря 113 м. Рядом с деревней протекает река Москва. Ближайший населённый пункт — деревня Колупаево.

## История
В 1926 году деревня являлась центром Захаровского сельсовета Вохринской волости Бронницкого уезда Московской губернии.
С 1929 года — населённый пункт в составе Бронницкого района Коломенского округа Московской области. 3 июня 1959 года Бронницкий район был упразднён, деревня передана в Люберецкий район. С 1960 года в составе Раменского района.
До муниципальной реформы 2006 года деревня входила в состав Рыболовского сельского округа Раменского района.
В связи с упраздением Раменского района и образованием Раменского городского округа из деревни стало село.

## Население
В 1926 году в деревне проживало 340 человек (152 мужчины, 188 женщин), насчитывалось 78 крестьянских хозяйств. По переписи 2002 года — 51 человек (21 мужчина, 30 женщин). Население — 66 человек (2010).
| 1926 | 2002 | 2010 |
| ---- | ---- | ---- |
| 340  | ↘51  | ↗66  |